# 홍범식군수순절비
홍범식군수순절비는 대한민국 충청남도 금산군 금산읍 상옥리 산46-1에 있다. 2008년 6월 17일 금산군의 향토유적 제11호로 지정되었다.

## 개요
홍범식군수순절비는 1871년 7월 23일 충북 괴산에서 태어나 1909년 금산군수로 부임한 이듬해 한일합방조약이 체결되어 나라가 망하자 통분을 못이겨 자결한 홍범식 선생의 충절을 기리기 위해 건립한 비이다. 
한일합방시 금산군수였던 홍범식은 나라가 일본 제국 주의의 식민지로 넘어가는 것을 한탄한 나머지 자결한 민영환처럼 저승에서 사는 것이 오히려 오명이되지 않겠다는 유서와 함께 사직을 지키지 못한 것을 용서해 달라는 상소문을 조정에 보내고 금산 객사에서 자결하려 하였으나 종자에게 들켜서 뜻을 이루지 못하다가 종자들의 감시를 피하여 조종산에 올라가 북쪽을 향하여 요배한 다음 순절하였다. 
당초 순절비는 1949년 금산읍 중앙지에 세웠다가 1976년 남산으로 다시 옮겨 세웠으며 2008년 순절지인 조종산 부근 상옥리 산46-1번지에 홍범식공원으로 지정한 후 순절비와 순절지비를 옮겨 세웠다. 한일합방 때 우리나라에는 360여 명의 군수가 있었으나 정충대절의 절개를 지킨 군수는 금산군수 한 사람뿐이었다.